# Centre démocrate humaniste
 (novembre 2024).
Pour les articles homonymes, voir CDH.
Le Centre démocrate humaniste (cdH), jusqu'en 2002 le Parti social-chrétien ou PSC, est un ancien parti politique démocrate-chrétien belge, fondé en 1968 et classé au centre de l'échiquier politique.
Il est présidé par Maxime Prévot.
Le 12 mars 2022, le parti annonce un changement de nom au profit de "Les Engagés" après 2 années de "réflexion citoyenne".

## Histoire

### 2001 - 2022:Centre démocrate humaniste(cdH)
Le 18 mai 2002, au terme d'un long processus de discussion mené par Joëlle Milquet dans tous les arrondissements, le congrès du PSC a adopté les nouveaux statuts et la nouvelle dénomination du parti : Centre démocrate humaniste (cdH). À la suite de l’abandon explicite de la référence chrétienne et à l’adoption d’une politique plutôt marquée à gauche, certains de ses membres fondèrent un nouveau parti : les Chrétiens démocrates francophones (CDF) devenus Chrétiens démocrates fédéraux.
Sous la direction de Joëlle Milquet, le parti tente d’élargir son électorat. Cette tentative est en partie réussie à Bruxelles où le CDH fait alors souvent mieux que l'ancien PSC en s’ouvrant notamment aux communautés immigrées. Cette ouverture, estime Philippe Walkowiak, « a sans doute refroidi la frange conservatrice du parti, principalement en Wallonie ».
Aux élections législatives de 2003, le parti réalise, en Wallonie, les résultats les plus défavorables de l’histoire de leur courant. Milquet est réélue présidente du cdH à l'automne 2003 dans un contexte tendu au sein du parti. Le succès aux scrutins régionaux et communautaires de juin 2004 permet au cdH de revenir au pouvoir à la Région wallonne et à la Communauté française, en coalition avec le Parti socialiste, ainsi qu'à la Région de Bruxelles-Capitale, en coalition avec le Parti socialiste et le parti écologiste.
Aux élections de 2003 et 2004, le parti fait figurer sur ses listes des candidats et candidates de confession protestante, issus de la communauté congolaise, ou adhérant à l’islam, d’ascendance maghrébine ou turque. Néanmoins, il réussit moins bien à percer dans les milieux musulmans que le Parti socialiste.
D'un point de vue sociétal, le parti rejette trois initiatives de la majorité : en mai 2002, avec les chrétiens démocrates flamands, elle se prononce contre une proposition de loi de dépénalisation partielle de l’euthanasie ; en janvier 2003, il s’oppose à la proposition de loi « ouvrant le mariage à des personnes de même sexe », en mai 2006, il refuse certaines dispositions du code civil en vue de permettre l’adoption par des personnes de même sexe.
En 2007, le cdH fait campagne sur le thème de la Belgique unie, avant d'accepter aujourd'hui le confédéralisme,,, jadis appelé « antichambre du séparatisme » ou « fédéralisme des cons ». La présidente du cdH défend la future régionalisation de la fiscalité, qui aurait pour effet, selon les experts, d’augmenter la fiscalité dans une dizaine d’annéesdans les régions les plus pauvres,, c’est-à-dire la Wallonie et Bruxelles. L’engagement de Joëlle Milquet est fort : elle soutient être prête à perdre dans les sondages pour assurer la réforme de l’État,. « La proposition de Beke va très loin puisqu’il propose de confier aux entités fédérées 40 % de l’IPP (impôt des personnes physiques), soit 14 milliards. » Certains experts jugent la régionalisation de l’impôt des personnes physiques contraire au droit européen.
Toutefois, la réforme de l’État entérine un transfert de l’IPP vers les régions à hauteur non pas de 40 % mais de 25 %. De plus, au vu de l’ensemble des compétences transférées, mais également conservées, par le pouvoir fédéral, la Belgique n’est pas devenue un État confédéral malgré certaines caractéristiques du confédéralisme, existant d’ailleurs bien avant l’accord sur la 6e réforme de l’État.
Marie-Dominique Simonet, ministre de l'Enseignement en Communauté française de Belgique, est à l'origine du décret « Robin des Bois »[Quand ?] qui prévoit de redistribuer les moyens financiers entre « écoles riches » et « écoles pauvres ». Ce décret est différemment apprécié selon les écoles. Certaines écoles, qualifiées de « riches » par le décret, font remarquer que l’aide aux écoles en difficulté ne doit pas se faire au détriment de la qualité d'enseignement dans les autres écoles. Les écoles libres du Brabant wallon annoncent qu’un recours auprès de la Cour constitutionnelle sera déposé, invoquant l’absence d’égalité entre les élèves. On créerait, selon elles, une discrimination négative, situation interdite par la constitution belge. Le décret « Robin des Bois » est finalement abrogé par une décision collégiale du gouvernement de la Communauté française, faisant suite à un changement d’orientation du cdH.
À la suite des élections régionales et législatives du 10 juin 2007 lors desquelles le cdH gagne cinq sièges (trois à la Chambre des représentants, deux au Sénat), les humanistes-centristes participent au gouvernement Leterme I après un très long processus de négociation mené par Joëlle Milquet et Melchior Wathelet.
L’ouverture des listes des démocrates humanistes à des candidats issus de l’immigration ne se déroule pas toujours sans difficultés. L’affaire Bertin Mampaka Mankamba permet aux adversaires politiques de dénoncer des manquements éthiques au sein du parti. L’élection en Région bruxelloise d’un nombre significatif de conseillers communaux d’ascendance étrangère suscite des débats, notamment concernant un possible communautarisme. Paul Wynants estime que le cdH « semble quelquefois recourir à des « candidats-gadgets » ou à des « attrape-voix » pour donner un caractère multiculturel à ses listes ». Des candidats « cachent des engagements islamiques plutôt radicaux ». Des pratiques clientélistes sont avérées à Bruxelles, dans le chef de certains candidats du cdH issus de l’immigration. La députée bruxelloise Fatima Moussaoui doit être rappelée à l’ordre et J. Milquet la somme de retirer et de détruire un tract homophobe. La présence d’élus issus de l’Église pentecôtiste La Nouvelle Jérusalem pose alors des questions d’une éventuelle instrumentalisation du parti à Bruxelles.
En 2010, le cdH est le premier parti à faire rentrer une femme voilée au Parlement de la région de Bruxelles-Capitale, acte qui suscite bon nombre de réactions d’indignation,. En 2014, Mahinur Özdemir se représente aux élections régionales bruxelloises en 10e place. Elle est tout de même exclue du parti en raison de son refus de reconnaître le génocide arménien.
Le 1er septembre 2011, Benoît Lutgen succède à Joëlle Milquet et devient le deuxième président du cdH. Le 26 janvier 2019, Lutgen cède sa place de président à Maxime Prévot. À la suite de ses résultats aux élections de 2019, le cdH annonce le 5 juin 2019 qu'il restera dans l'opposition à tous les niveaux de pouvoirs, aussi bien au niveau fédéral que dans les entités fédérées. Ce qui doit permettre une refonte des structures et de la doctrine du parti, passant par un éventuel changement de nom.

## Idéologie
Le cdH se réclame du centrisme et du personnalisme d'Emmanuel Mounier. Dans le passé, il s’est réclamé de la démocratie chrétienne.
Il a été ainsi un des principaux représentants de la démocratie chrétienne belge, avec le CD&V. En 2014, Philippe Walkowiak évoque « un atavisme social-chrétien » de ce parti qui a abandonné la référence chrétienne.

## International

### Union européenne
Le cdH fait partie, tout comme son parti frère le CD&V, du Parti populaire européen. Il a envoyé, à la suite des élections de 2019, deux députés : Pascal Arimont et Benoît Lutgen.

### Union Benelux
Le parti est membre du GPC au Parlement du Benelux.

## Structure

### Présidents
| Portrait                  | Nom                           | Mandat             | Mandat             | Mandat                    | Remarques                                          |
| Portrait                  | Nom                           | Début              | Fin                | Durée                     | Remarques                                          |
| ------------------------- | ----------------------------- | ------------------ | ------------------ | ------------------------- | -------------------------------------------------- |
|                           | Léon Servais                  | 18 juillet 1968    | 20 mars 1972       | 3 ans, 8 mois et 2 jours  |                                                    |
| Charles-Ferdinand Nothomb | Charles-Ferdinand Nothomb     | 20 mars 1972       | 23 mai 1967        | 1 an et 2 mois            |                                                    |
|                           | Georges Gramme                | 23 mai 1967        | 4 octobre 1971     | 4 ans, 4 mois et 11 jours |                                                    |
| Charles-Ferdinand Nothomb | Charles-Ferdinand Nothomb (2) | 20 mars 1972       | 23 mai 1974        | 1 an et 2 mois            |                                                    |
|                           | Georges Gramme (2)            | 1976               | 1977               |                           |                                                    |
| Charles-Ferdinand Nothomb | Charles-Ferdinand Nothomb (3) | 1977               | 23 avril 1979      |                           |                                                    |
|                           | Charles Hanin                 | 23 avril 1979      | 8 octobre 1979     | 4 mois et 15 jours        | Bourgmestre de Marche-en-Famenne                   |
| Paul Vanden Boeynants     | Paul Vanden Boeynants         | 8 octobre 1979     | 4 octobre 1981     | 1 an, 11 mois et 26 jours |                                                    |
| Gérard Deprez             | Gérard Deprez                 | 4 octobre 1981     | 28 mars 1996       | 15 ans et 5 jours         |                                                    |
| Charles-Ferdinand Nothomb | Charles-Ferdinand Nothomb (4) | 28 mars 1996       | 20 juin 1998       | 2 ans, 2 mois et 23 jours |                                                    |
|                           | Philippe Maystadt             | 20 juin 1998       | 23 octobre 1999    | 1 an, 4 mois et 3 jours   | Président de la Banque européenne d'investissement |
|                           | Joëlle Milquet                | 23 octobre 1999    | 1er septembre 2011 | 12 ans, 1 mois et 8 jours |                                                    |
|                           | Benoît Lutgen                 | 1er septembre 2011 | 26 janvier 2019    | 7 ans, 4 mois et 15 jours | Bourgmestre de Bastogne (depuis 2012)              |
|                           | Maxime Prévot                 | 26 janvier 2019    | En fonction        | 6 ans, 4 mois et 30 jours | Bourgmestre de Namur (depuis 2012)                 |

## Résultats électoraux

### Parlement fédéral

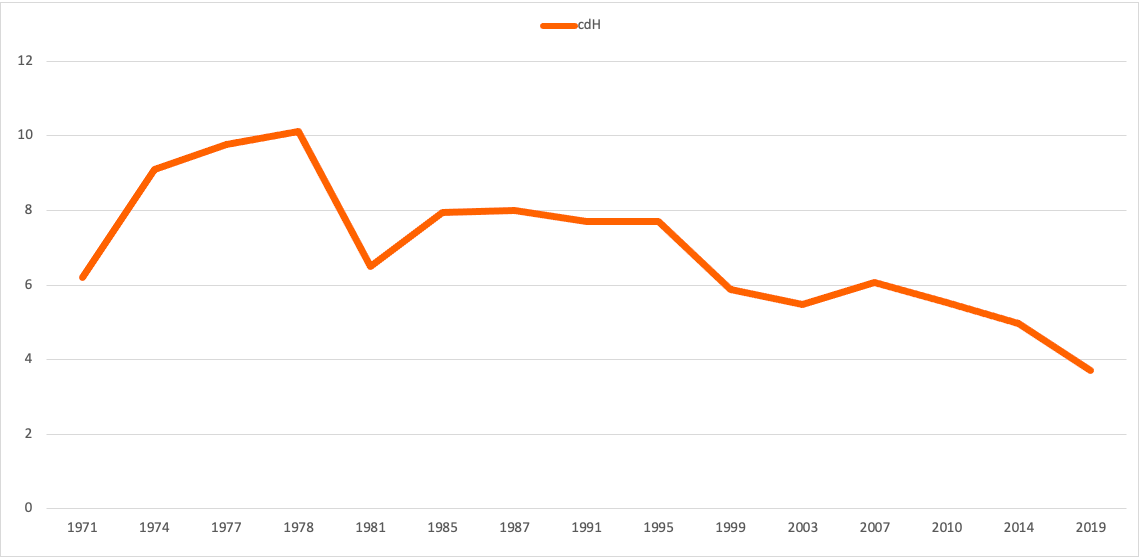
Évolution des résultats électoraux du cdH à la chambre des représentants, 1971-2019.

| Année | Chambre des représentants | Chambre des représentants | Chambre des représentants | Chambre des représentants | Sénat             | Sénat             | Sénat             | Gouvernement                                       |
| Année | Voix                      | %                         | %                         | Sièges                    | Voix              | %                 | Sièges            | Gouvernement                                       |
| ----- | ------------------------- | ------------------------- | ------------------------- | ------------------------- | ----------------- | ----------------- | ----------------- | -------------------------------------------------- |
| 1971  | 327 393                   | 6,20                      | Nv                        | 15 / 212                  | Voir PSC unitaire | Voir PSC unitaire | Voir PSC unitaire | Gaston Eyskens V, Leburton I et II                 |
| 1974  | 478 209                   | 9,09                      | 2,89                      | 22 / 212                  | 430 512           | 10                | 10 / 106          | Tindemans I, II et III                             |
| 1977  | 545 055                   | 9,77                      | 0,68                      | 24 / 212                  | 522 613           | 9,46              | 11 / 106          | Tindemans IV, Vanden Boeynants II                  |
| 1978  | 560 440                   | 10,12                     | 0,35                      | 25 / 212                  | 535 939           | 9,78              | 12 / 106          | Martens I, II, III et IV, Mark Eyskens             |
| 1981  | 390 896                   | 6,49                      | 3,53                      | 18 / 212                  | 414 733           | 6,95              | 8 / 106           | Martens V                                          |
| 1985  | 482 254                   | 7,95                      | 1,46                      | 20 / 212                  | 475 119           | 7,93              | 10 / 106          | Martens VI                                         |
| 1987  | 491 908                   | 8                         | 0,05                      | 19 / 212                  | 474 370           | 7,8               | 8 / 106           | Martens VII et VIII                                |
| 1991  | 476 730                   | 7,7                       | 0,3                       | 18 / 212                  | 483 961           | 7,9               | 9 / 106           | Martens IX, Dehaene I                              |
| 1995  | 469 101                   | 7,7 %                     | en stagnation             | 12 / 150                  | 434 492           | 9,4               | 3 / 40            | Dehaene II                                         |
| 1999  | 365 318                   | 5,87 %                    | 1,83                      | 10 / 150                  | 374 002           | 6,04              | 3 / 40            | Opposition                                         |
| 2003  | 359 660                   | 5,47 %                    | 0,4                       | 8 / 150                   | 362 705           | 5,54              | 2 / 40            | Opposition                                         |
| 2007  | 404 077                   | 6,06 %                    | 0,59                      | 10 / 150                  | 390 852           | 5,90              | 2 / 40            | Verhofstadt III, Leterme I, Van Rompuy, Leterme II |
| 2010  | 360 441                   | 5,53 %                    | 0,53                      | 9 / 150                   | 331 870           | 5,13              | 2 / 40            | Di Rupo                                            |
| 2014  | 336 184                   | 4,98 %                    | 0,55                      | 9 / 150                   | N/A               | N/A               | 4 / 60            | Opposition                                         |
| 2019  | 250 861                   | 3,70 %                    | 1,28                      | 5 / 150                   | N/A               | N/A               | 2 / 60            | Opposition                                         |

### Entités fédérées

#### Parlement wallon
| Année | Voix    | %       | Sièges  | Gouvernement                               |
| ----- | ------- | ------- | ------- | ------------------------------------------ |
| 1995  | 407 741 | 21,56 % | 16 / 75 | Collignon II                               |
| 1999  | 325 229 | 17,07 % | 14 / 75 | Opposition                                 |
| 2004  | 347 348 | 17,62 % | 14 / 75 | Van Cauwenberghe II, Di Rupo II, Demotte I |
| 2009  | 323 952 | 16,44 % | 13 / 75 | Demotte II                                 |
| 2014  | 310 513 | 15,17 % | 13 / 75 | Magnette, Borsus                           |
| 2019  | 223 775 | 11,00%  | 10 / 75 | Opposition                                 |

#### Parlement de la Région de Bruxelles-Capitale
Depuis la création de l’institution qui comptait 75 sièges jusqu’en 2004, et 89 sièges depuis 2004 (dont 72 sièges alloués aux listes francophones).
| Année | Voix obtenues | Résultat en % | Sièges obtenus | Participation gouvernementale |
| ----- | ------------- | ------------- | -------------- | ----------------------------- |
| 1989  | 51 904        | 11,85 %       | 9 / 75         | Picqué I                      |
| 1995  | 38 244        | 9,26 %        | 7 / 75         | Opposition                    |
| 1999  | 33 815        | 14,08 %       | 6 / 75         | Opposition                    |
| 2004  | 55 078        | 14,08 %       | 10 / 89        | Picqué III                    |
| 2009  | 60 527        | 14,80 %       | 11 / 89        | Picqué IV, Vervoort I         |
| 2014  | 48 012        | 11,74 %       | 9 / 89         | Vervoort II                   |
| 2019  | 29 436        | 7,58%         | 6 / 89         | Opposition                    |

#### Parlement de la Communauté germanophone
Résultats du Christisch Soziale Partei (CSP), parti lié au cdH.
| Année | %     | Sièges  |
| ----- | ----- | ------- |
| 1990  | 33,60 | 8 / 25  |
| 1995  | 35,93 | 10 / 25 |
| 1999  | 34,78 | 9 / 25  |
| 2004  | 32,79 | 8 / 25  |
| 2009  | 27,02 | 7 / 25  |
| 2014  | 24,86 | 7 / 25  |
| 2019  | 23,14 | 6 / 25  |

### Conseils provinciaux
| Année | Brabant Wallon | Hainaut | Liège   | Luxembourg | Namur   |
| ----- | -------------- | ------- | ------- | ---------- | ------- |
| 2006  | 9 / 56         | 15 / 84 | 15 / 84 | 22 / 56    | 14 / 56 |
| 2012  | 5 / 37         | 6 / 56  | 8 / 56  | 14 / 37    | 8 / 37  |
| 2018  | 3 / 37         | 4 / 56  | 6 / 56  | 14 / 37    | 6 / 37  |

### Parlement européen
Résultats dans le collège francophone.
| Année | %    | Sièges |
| ----- | ---- | ------ |
| 1979  | 21,2 | 3 / 11 |
| 1984  | 19,5 | 2 / 11 |
| 1989  | 18,8 | 2 / 11 |
| 1994  | 18,8 | 2 / 10 |
| 1999  | 13,1 | 1 / 10 |
| 2004  | 15,1 | 1 / 9  |
| 2009  | 13,3 | 1 / 8  |
| 2014  | 11,4 | 1 / 8  |
| 2019  | 8,9  | 1 / 8  |

### Tableau récapitulatif
| Année | Élections              | Voix obtenues                                                                 |
| ----- | ---------------------- | ----------------------------------------------------------------------------- |
| 1987  | Élections législatives | 491 908 (à la Chambre des représentants)                                      |
| 1987  | Élections législatives | 474 370 (au Sénat)                                                            |
| 1991  | Élections législatives | 476 730 (à la Chambre des représentants)                                      |
| 1991  | Élections législatives | 483 961 (au Sénat)                                                            |
| 1995  | Élections fédérales    | 469 101 (à la Chambre de représentants)                                       |
| 1995  | Élections fédérales    | 434 492 (au Sénat)                                                            |
| 1995  | Élections régionales   | 445 985 (407 741 en Région wallonne + 38 244 en Région de Bruxelles-Capitale) |
| 1999  | Élections fédérales    | 365 318 (à la Chambre de représentants)                                       |
| 1999  | Élections fédérales    | 374 002 (au Sénat)                                                            |
| 1999  | Élections régionales   | 359 044 (325 229 en Région wallonne + 33 815 en Région de Bruxelles-Capitale) |
| 2002  | Le PSC devient cdH     | Le PSC devient cdH                                                            |
| 2003  | Élections fédérales    | 359 660 (à la Chambre de représentants)                                       |
| 2003  | Élections fédérales    | 362 705 (au Sénat)                                                            |
| 2004  | Élections régionales   | 402 426 (347 348 en Région wallonne + 55 078 en Région de Bruxelles-Capitale) |
| 2007  | Élections fédérales    | 404 077 (à la Chambre de représentants)                                       |
| 2007  | Élections fédérales    | 390 852 (au Sénat)                                                            |
| 2009  | Élections régionales   | 384 479 (323 952 en Région wallonne + 60 527 en Région de Bruxelles-Capitale) |
| 2010  | Élections fédérales    | 360 441 (à la Chambre de représentants)                                       |
| 2010  | Élections fédérales    | 331 870 (au Sénat)                                                            |
| 2014  | Élections fédérales    | 336 184 (à la Chambre de représentants)                                       |
| 2014  | Élections régionales   | 358 525 (310 513 en Région wallonne + 48 012 en Région de Bruxelles-Capitale) |
| 2019  | Élections fédérales    | 250 861 (à la Chambre de représentants)                                       |
| 2019  | Élections régionales   | 253 211 (223 775 en Région wallonne + 29 436 en Région de Bruxelles-Capitale) |

## Personnalités liées au cdH/PSC
- William Ancion
- André Antoine
- Josy Arens
- André du Bus de Warnaffe
- Christian Brotcorne
- Benoît Cerexhe
- Michel Coenraets
- Francis Delpérée
- Anne Delvaux
- Georges Dallemagne
- Jean-Pierre Detremmerie
- Carlo Di Antonio
- Benoît Drèze
- Marc Elsen
- Jacques Étienne
- Hamza Fassi-Fihri
- Catherine Fonck
- Céline Fremault
- Joseph George
- Alda Greoli
- Denis Grimberghs
- Pierre Harmel
- Michel de Lamotte
- Raymond Langendries
- David Lavaux
- Michel Lebrun
- Benoît Lutgen
- Guy Lutgen
- Vanessa Matz
- Joëlle Milquet
- Philippe Maystadt
- Pierre Migisha
- Charles-Ferdinand Nothomb
- Clotilde Nyssens
- Mahinur Özdemir
- Josly Piette
- Jean-Pol Poncelet
- Maxime Prévot
- Jean-Paul Procureur
- Joël Riguelle
- Véronique Salvi
- Marie-Martine Schyns
- Marie-Dominique Simonet
- Louis Smal
- Henri-François Van Aal
- Jean-Jacques Viseur
- Melchior Wathelet (père)
- Melchior Wathelet (fils)
- Brigitte Wiaux

## Organisation

### Centre d'études
Le Centre Démocrate Humaniste possède un centre d'études baptisé Centre d’études politiques économiques et sociales (CEPESS).
Le CEPESS a pour finalité « d’encourager et d’aider le monde politique et la société dans son ensemble à redonner un visage humain au développement ». Il a pour mission d’inscrire l’action politique, économique et citoyenne sur la voie du « développement humain », un nouveau projet de société, porté par le cdH, qui place l’être humain, la qualité de vie et le vivre-ensemble, comme finalités ultimes du développement.

### Mouvement de jeunesse
Le Centre Démocrate Humaniste reconnaît les Jeunes cdH comme son mouvement de jeunesse. Ce mouvement se gère de façon autonome, sans intervention du cdH dans son fonctionnement interne mais s'associent parfois avec le parti dans différentes actions et campagnes. Ils sont également membres des Jeunes du Parti populaire européen.

## Sièges

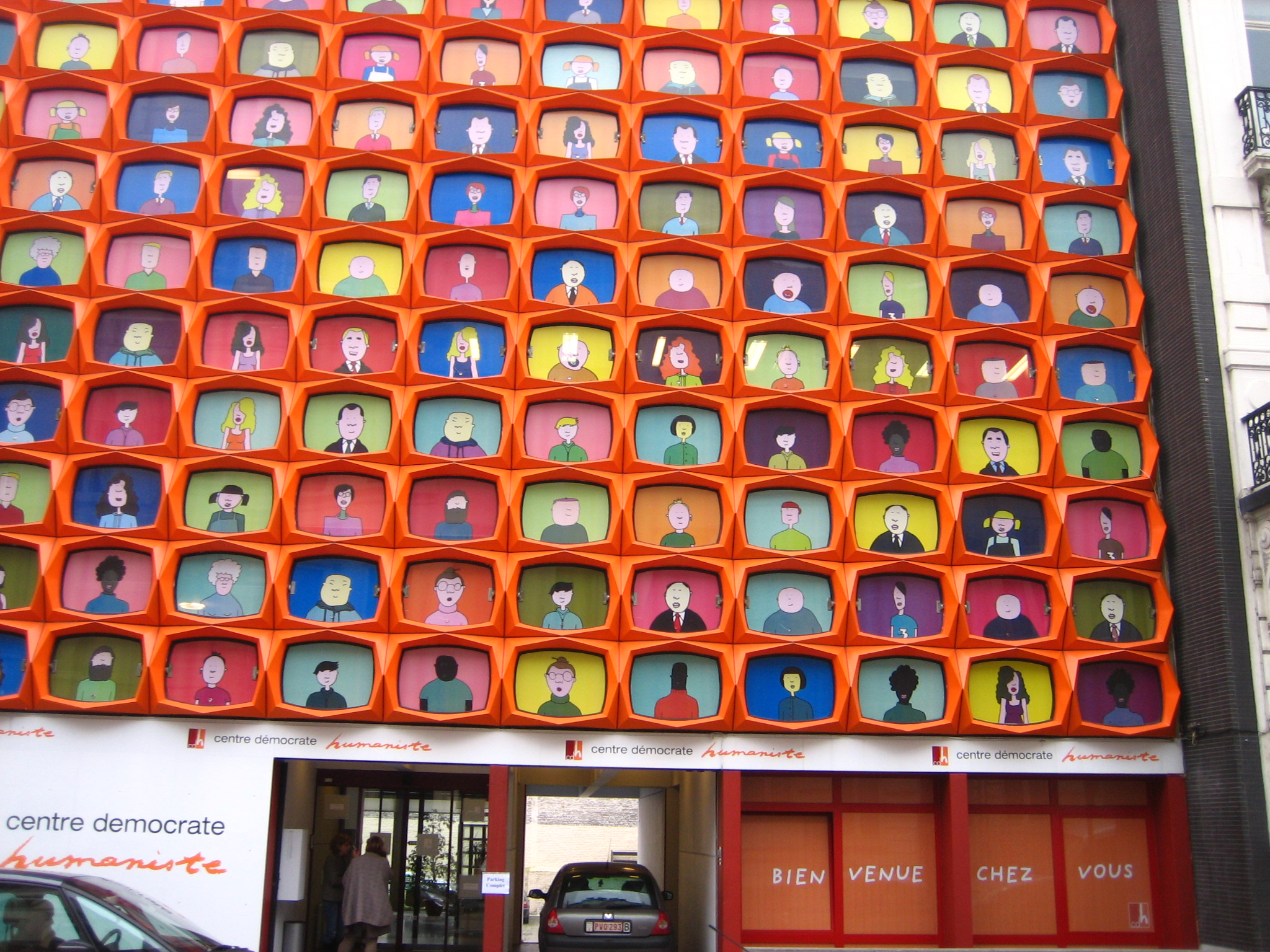
Ancien siège du cdH

Le cdH occupe jusqu’en 2020 un bâtiment de six étages situé 41-43 rue des Deux-Églises à Bruxelles, cet immeuble de bureaux a été conçu dans un style moderniste conçu par les architectes René Aerts et Paul Ramon en 1966. Il est caractérisé par l'apparence de sa façade, composée par des éléments préfabriqués de couleur orange rappelant des écrans de télévision.
Le parti se sépare en 2020 de son siège historique pour des locaux plus petits. Il occupe depuis lors un étage d'un bâtiment situé au 123 rue du Commerce à Bruxelles

## Identité visuelle

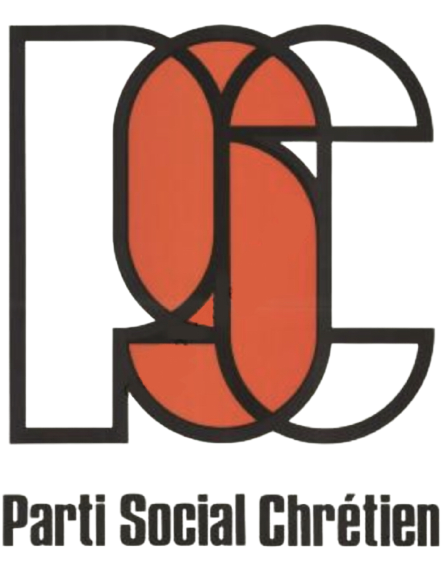
Logotype utilisé durant les années 1980
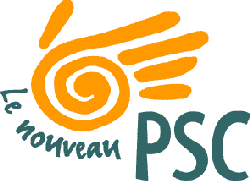
Logotype utilisé durant les années 1990
Logotype utilisé depuis 2002